# 盛岡市動物公園
盛岡市動物公園（もりおかしどうぶつこうえん）は、岩手県盛岡市に所在する動物園である。日本動物園水族館協会会員。

## 概要
市制施行100周年記念施設として1989年（平成元年）4月22日開園した。丘陵地帯に立地し、岩山公園 (盛岡市)、岩山パークランドに隣接している。
動物展示では、日本生態園を設け、ツキノワグマやニホンザル、ニホンジカ等の日本国有の動物を見せることに力を入れている。1991年（平成3年）には、アフリカ園がオープンした。ビクトリアコーナーには、ピューマやカナダカワウソ、オオツノヒツジがいる。
例年、12月より翌年3月まで冬期休業する（その間も、臨時に開園日が設けられることがある）。
盛岡市の外郭団体・公益財団法人盛岡市動物公園公社が運営を行ってきたが、2020年4月より第三セクター・もりおかパークマネジメントが引き継ぐ。宿泊施設の設置などを検討しており、2022年にリニューアルオープンする見込みであったが、工事業者の確保ができない事から1年遅らせた2023年春に延期となった。
2023年4月20日、リニューアルオープン。
同年6月3日、園内に野生のツキノワグマが侵入したことを理由に臨時休園。

## 殺処分問題
2021年、飼育していたカイウサギ全15匹を慢性鼻炎を引き起こすパスツレラ症のまん延を阻止するために2020年12月に安楽死させたことを発表した。2019年年5月上旬に初めて一部のカイウサギに症状が現れ、その後再発と沈静化を繰り返し、2020年11月中旬の再発で全15匹に感染が広がった。これまでカイウサギに抗生剤を注射し、獣舎の消毒などを行うも症状は終息せず何度も話し合いが行われた末の判断であったが、これに対し賛否の声があがった。